# Zonalnojei járás
A Zonalnojei járás (oroszul Зональный район) Oroszország egyik járása az Altaji határterületen. Székhelye Zonalnoje.

A Zonalnojei járás az Altaji határterületen

## Népesség
- 1989-ben 20 982 lakosa volt.
- 2002-ben 20 351 lakosa volt, melyből 18 715 orosz, 1 059 német, 296 ukrán, 112 azeri, 64 fehérorosz, 60 tatár, 49 örmény, 30 koreai stb.
- 2010-ben 19 676 lakosa volt.